# Николаевка (Бурейский район)
В Амурской области также есть Николаевка в Зейском районе, Николаевка в Ивановском районе и Николаевка в Тамбовском районе.
Никола́евка — село в Бурейском районе Амурской области России. Входит в состав городского поселения «Рабочий посёлок Новобурейский».

## География
Село Николаевка — спутник районного центра посёлка Новобурейский, находится на правом берегу реки Бурея, около автотрассы «Амур». 

## Население
| 2002 | 2010 | 2012 | 2013 | 2014 | 2015 | 2016 |
| ---- | ---- | ---- | ---- | ---- | ---- | ---- |
| 1092 | ↘963 | ↘928 | ↘904 | ↘880 | ↘859 | ↘838 |
| 2017 | 2018 |      |      |      |      |      |
| ↘830 | ↘808 |      |      |      |      |      |

## Улицы
| - ул. Береговая, - пер. Береговой, - ул. Ивченко, - ул. Интернациональная, - пер. Интернациональный, | - ул. Кулустайская, - ул. Новобурейская, - ул. Совхозная, - ул. Школьная, - ул. Юбилейная. |